# Gare de Redon
La gare de Redon est une gare ferroviaire française des lignes de Rennes à Redon et de Savenay à Landerneau, située au centre-ville de Redon dans le département d'Ille-et-Vilaine en région Bretagne.
C'est une gare de la Société nationale des chemins de fer français (SNCF), desservie par le TGV Atlantique et des trains express régionaux (TER) des réseaux TER Pays de la Loire et Bretagne. Gare de bifurcation de deux importantes lignes ferroviaires de la Bretagne Sud, elle est située à environ : 1 h 35 de Quimper, 55 minutes de Lorient et 25 minutes de Vannes et permet de rejoindre Nantes en 40 min, Rennes en 35 min et la gare de Paris-Montparnasse en 2 h 12.

## Situation ferroviaire
Établie à 12 mètres d'altitude, la gare de bifurcation de Redon est située au point kilométrique (PK) 511,354 de la ligne de Savenay à Landerneau, entre les gares ouvertes de Sévérac et de Malansac. En direction de Malansac s'intercale à la gare fermée de Saint-Jacut. 
Elle est également l'aboutissement, au PK 444, 487, de la ligne de Rennes à Redon, après la gare ouverte de Massérac. S'intercale la gare fermée d'Avessac.
La gare dispose d'un raccordement situé à l'est. Il permet les relations Nantes-Rennes directes sans rebroussement à Redon.

## Histoire
En 1857 Redon est déjà un important site maritime avec son port à flot ouvert depuis deux ans, qui permet la remontée des marchandises vers Rennes par la Vilaine, lorsque le conseil municipal est informé des projets de la compagnie du chemin de fer de Paris à Orléans (PO) et de la compagnie des chemins de fer de l'Ouest (L'Ouest), concernant l'implantation d'une gare de bifurcation en ville. Favorable au progrès représenté par l'arrivée du train, le conseil, par l'intermédiaire de son maire Louis Thélohan, conteste néanmoins le tracé et fait des contrepropositions. Les compagnies et leurs ingénieurs rejettent ces propositions et lancent les travaux, qui vont suffisamment perturber le fonctionnement de la ville pour mener à la démission du maire.
La gare est mise en service et inaugurée le 21 septembre 1862, comme la ligne de Rennes à Redon de la compagnie de l'Ouest, et la section de Savenay à Lorient de la compagnie du PO. Cette gare d'utilisation commune, appartient presque en totalité (bâtiments, quais, voies et cours) au PO qui l'a construite, l'Ouest n'étant propriétaire que d'un petit tronçon de voie en direction de Rennes (680 mètres).

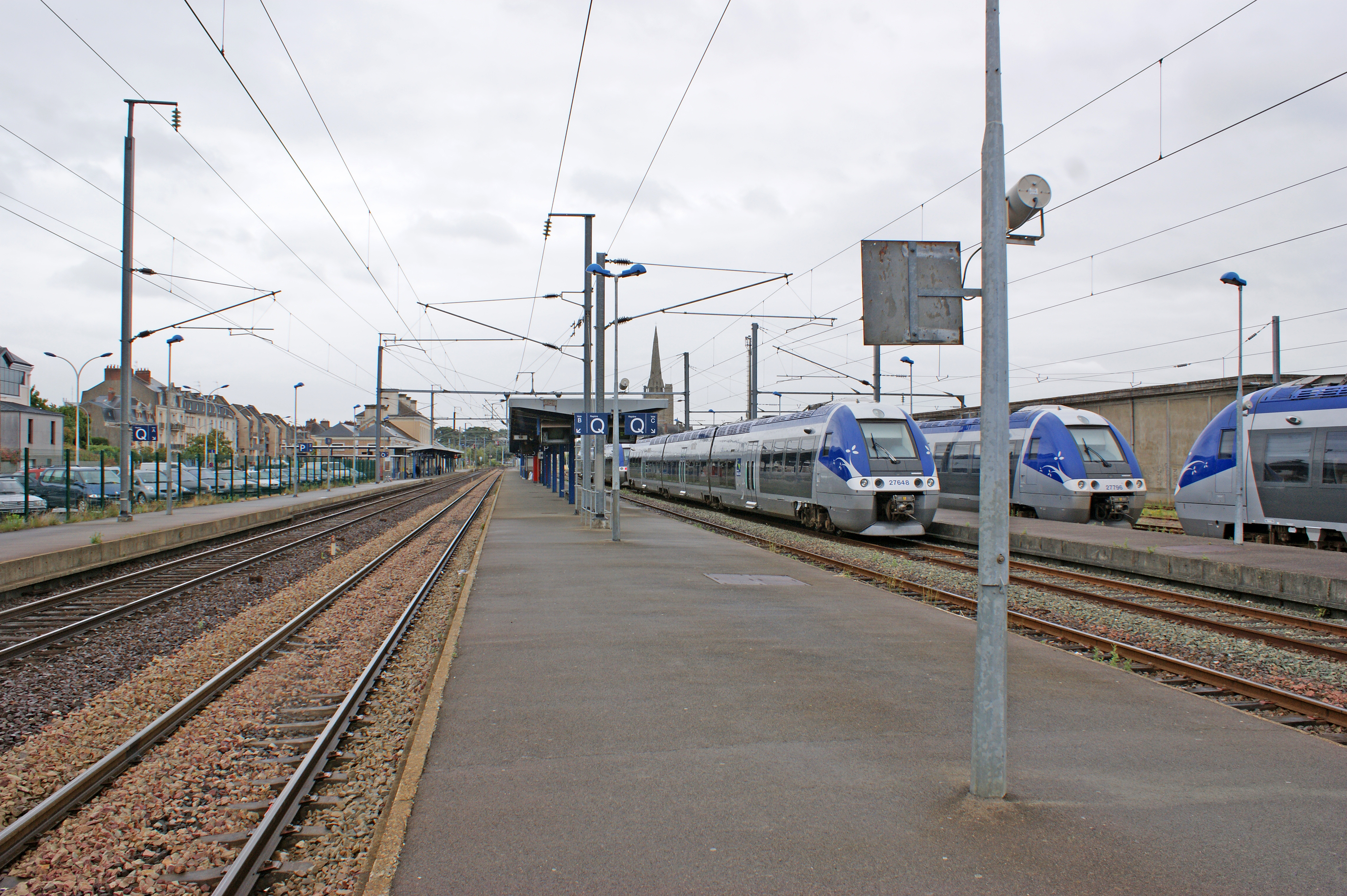
Quais de la gare.

Le fonctionnement de la gestion de la gare utilisée par deux compagnies est géré par la convention qu'elles signent le 18 avril 1873,. Elle permet une gestion communautaire de l'ensemble des services et notamment ceux des voyageurs et marchandises, deux tiers des dépenses vont à la compagnie du PO et un tiers à l'Ouest. Néanmoins le PO conserve, le service de traction (mouvements et manœuvres) et l'entretien des machines utilisées. La gare dispose d'un dépôt, pour huit locomotives à vapeur abritées dans une remise circulaire.
Le raccordement entre la gare et le bassin à flot de la ville est mis en service le 1er février 1884.
Elle est fréquentée par 719 000 voyageurs en 2013.
Entre 2014 et 2016, la gare est réaménagée, avec notamment la création d'un souterrain sous les voies, dans le cadre plus global de la création d'un pôle d'échanges multimodal,.
Jusqu'au 12 décembre 2015, la gare est desservie par des trains Intercités qui effectuent les missions suivantes  :
- Quimper - Nantes (un aller-retour par jour) ;
- Quimper - Bordeaux (un aller-retour par jour) ;
- Bordeaux - Rennes  (un aller le vendredi et le dimanche).

## Fréquentation
De 2015 à 2023, selon les estimations de la SNCF, la fréquentation annuelle de la gare s'élève aux nombres indiqués dans le tableau ci-dessous.
| Année                     | 2015      | 2016      | 2017      | 2018    | 2019    | 2020    | 2021    | 2022      | 2023      |
| ------------------------- | --------- | --------- | --------- | ------- | ------- | ------- | ------- | --------- | --------- |
| Voyageurs                 | 811 897   | 817 109   | 802 461   | 723 108 | 740 222 | 454 586 | 669 259 | 951 584   | 1 037 287 |
| Voyageurs + non voyageurs | 1 014 871 | 1 021 386 | 1 003 076 | 903 885 | 925 278 | 568 232 | 836 574 | 1 189 480 | 1 296 609 |

## Service des voyageurs

### Accueil

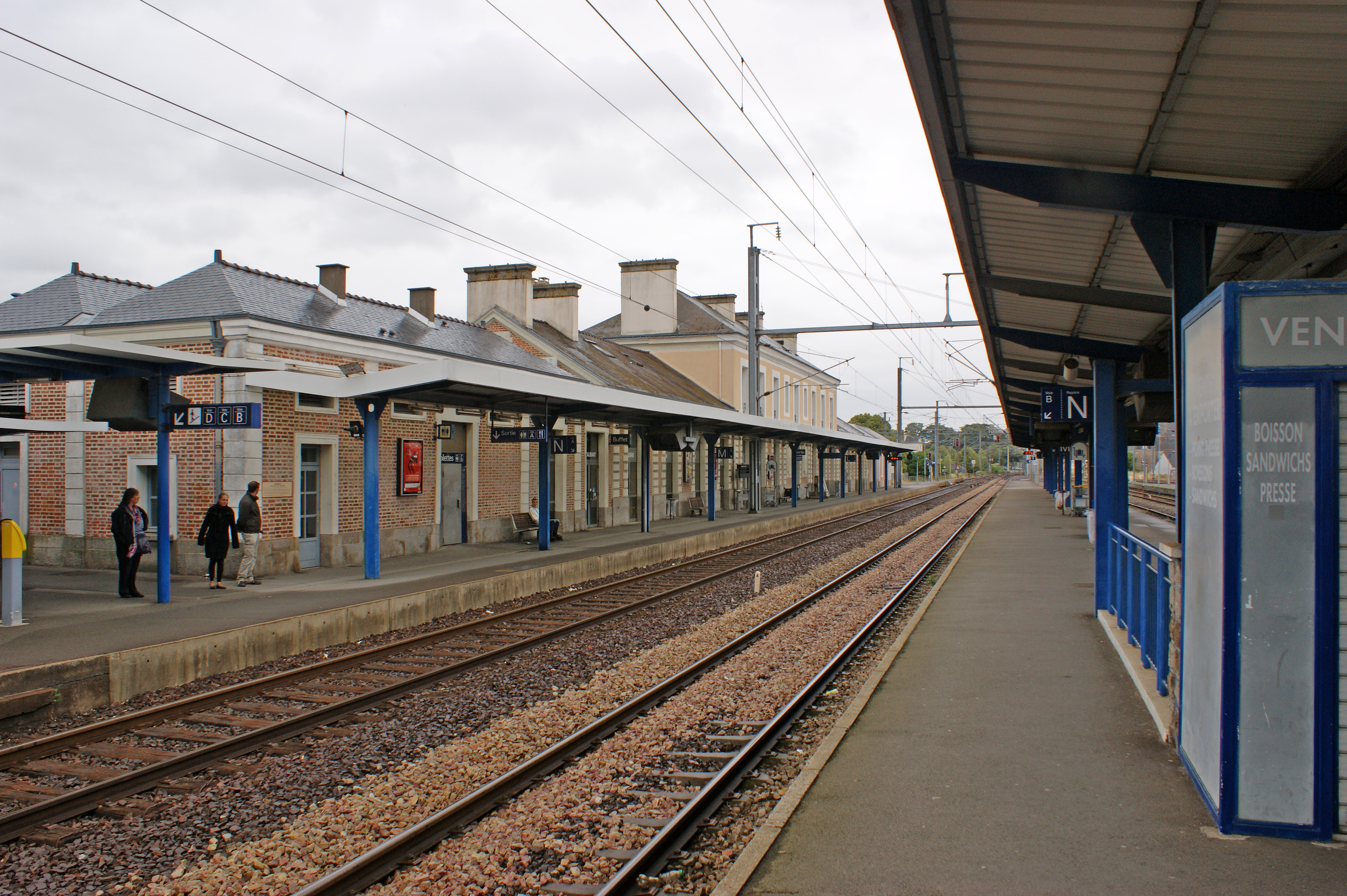
Quais de la gare, avec le bâtiment voyageur et son quai latéral, vu du premier quai central.

Gare SNCF, elle dispose d'un bâtiment voyageurs avec guichet ouvert tous les jours (guichet fermé le dimanche). Elle est équipée pour l'accessibilité des personnes à mobilité réduite et de divers équipements, notamment des distributeurs automatiques de titres de transport TER et des parkings sont aménagés pour les vélos et les véhicules routiers.

### Desserte

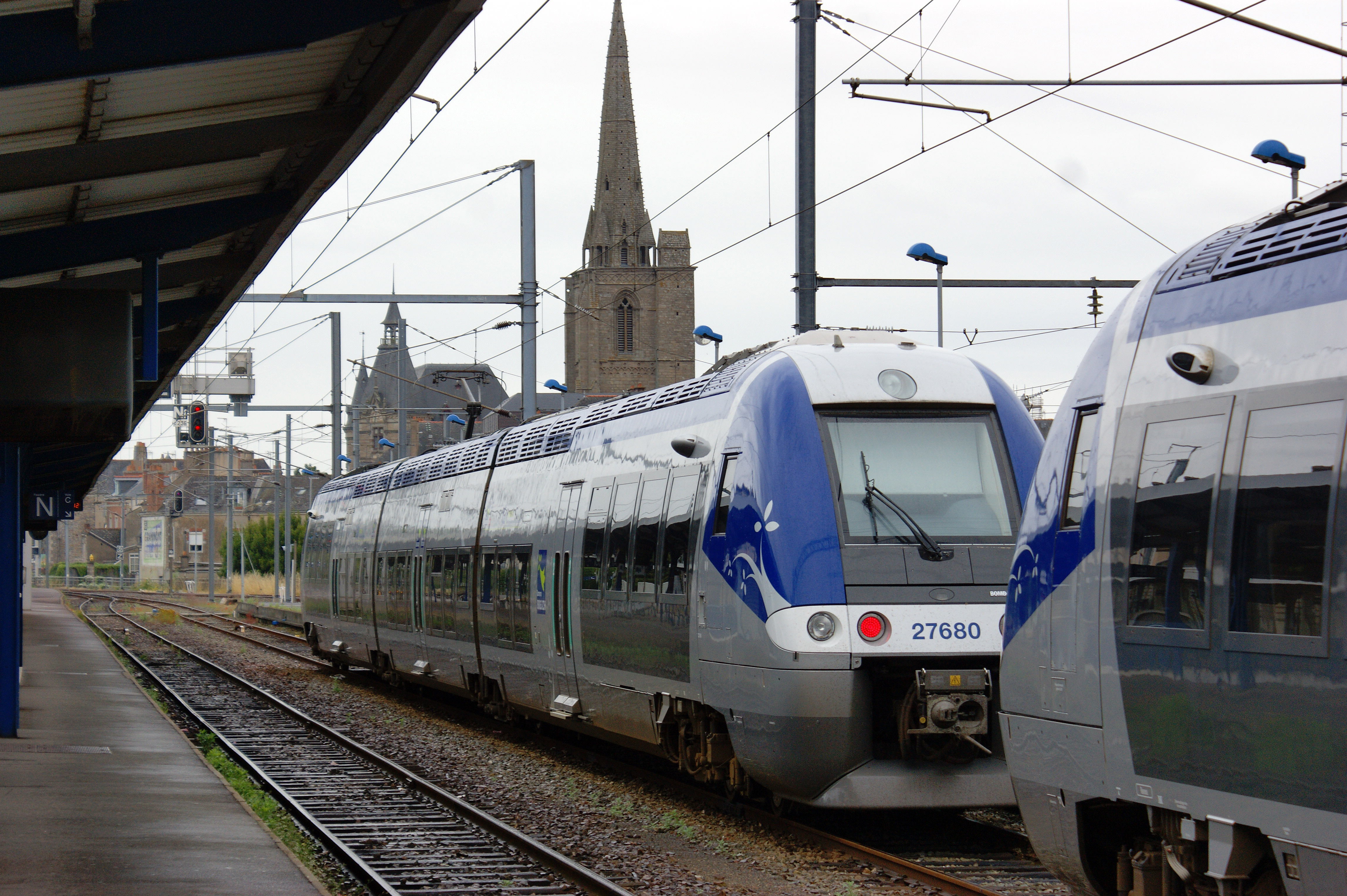
Deux Z 27500 au repos.

Redon est desservie par le TGV Atlantique qui circule entre Paris-Montparnasse et Quimper, via Rennes.
C'est également une gare régionale desservie par des trains TER Pays de la Loire :
- Redon - Nantes[12],[13] ;

Et par des trains TER Bretagne  :
- Redon - Rennes[14] ;
- Redon - Vannes - Lorient[15] ;
- Quimper - Rennes[16].

Certains TER interrégionaux Bretagne et Pays de la Loire effectuent les relations suivantes :
- Nantes - Rennes[12],[13] ;
- Nantes - Quimper - Brest[17],[18] dont certains sont couplés à un TER Rennes - Quimper entre Redon et Quimper.

### Intermodalité
Un parking et une gare routière sont aménagés à ses abords.